# 西條八十
西條八十（1892年1月15日—1970年8月12日）是日本詩人、作詞家、法語文學者。和北原白秋、野口雨情並稱三大童謠詩人。

## 生涯
東京府出身。1898年（明治31年），櫻井尋常小學校入學。舊制早稻田中學（現早稻田中學校・高等學校）、早稻田大學文學部英文科畢業。早稻田大學在學中，和日夏耿之介等人刊行同人誌『聖盃』。1919年（大正8年），自費出版第一詩集『砂金』，確立象徴詩人的地位。1924年（大正13年），前往法國索邦大學留學，歸國後擔任早大法文學科教授。戰後，擔任日本音樂著作權協會會長。1962年，成為日本藝術院會員。
作為象徴詩的詩人之外，作為歌謠曲的作詞家也相當活躍，代表作有『東京行進曲』、『東京音頭』、『同期之櫻』、『青色山脈』、『蘇州夜曲』、『雨夜花日語版』等。
另外，在兒童文藝誌《赤鳥》等發表許多童謠，和北原白秋並稱大正期代表性的童謠詩人，也是最早注意到童謠詩人金子美鈴才華的人。

## 主要著作
- 『西條八十全集』　（全17巻　國書刊行會刊　1991年-2007年）
- 『西條八十著作目錄・年譜』　（中央公論事業出版　1972年）

### 著作
- 『西條八十自傳　唄の自叙傳』
- 『女妖記』（自傳小說集）

### 詩集
- 『砂金』（1919年）
- 『見知らぬ愛人』（1922年）
- 『美しき喪失』（1929年）
- 『一握の玻璃』（1947年）
- 『空の羊』
- 『少女純情詩集』
- 『水色の夢』
- 『西條八十詩集』

## 關連項目
- 人性的証明
- 大正浪漫

## 外部連結
- 西条八十　團體歌リスト
- 西条八十兒童小說リスト （页面存档备份，存于）